# Битка код Пројсиш Ајлауа
Битка код Пројсиш Ајлауа јужно од Калињинграда вођена је 7−8. фебруара 1807. у Наполеоновим ратовима између француске и руске војске. Завршена је без победника, упркос обостраним тешким губицима.

## Позадина
Почетком фебруара 1807, у зимским операцијама у Источној Пруској, руске снаге (око 72.000 људи и 400 топова) генерала Леонтија Бенигсена повлачиле су се са Висле према Кенигсбергу (данас Калињинград). Француска војска (око 54.000 људи и 200 топова), под Наполеоном, енергично су надирале за Русима, да би им пресекле одступницу и дејствовале у њиховој позадини. Пруски корпус генерала Антона Л'Естока приближавао се на одвојеном правцу свом савезнику Бенигсену.

## Битка

### 7. фебруар: битка за град
Да би сачувао слободну одступницу за Кенигсберг, Бенигсен је одлучио да прими борбу у околини Ајлауа. Француска претходница стигла је 7. фебруара руску заштитницу под командом Петра Багратиона југозападно од Ајлауа, а око 14. часова прешла у напад на град и његову околину. Крваве борбе вођене су до 22 часа: положаји на брежуљцима Ајлауа прелазили су 3 пута из руке у руку, али су их на крају заузели Французи. Руска главнина је за то време распоређена северно и североисточно од Ајлауа. Истовремено, Наполеон је упутио Луја Давуа са 3. корпусом да обухвати руско лево крило, а Мишела Неја са 6. корпусом да обухвати десно крило и одсече га од снага Л'Естока; у центру је био Николас Султ са 4 корпуса, а пешадијска и коњичка гарда остале су у општој резерви јужно и југоусточно од Ајлауа.

### 8. фебруар: руски противнапад
Пошто је Русима озбиљно угрозио заштитницу, Наполеон је веровао да њихов отпор неће превазићи оквире заштитничких борби, па је главнину својих снага распоредио по снегу и магли у бивак у непосредној близини противника и под ударом његове артиљерије. Бенигсен, међутим, одлучио је да пређе у напад. Борбе су зато настављене сутрадан јаким дејством руске артиљерије на град и безуспешним покушајем Руса да га заузму својим десним крилом; привлачењем 40 топова француске Гарде, канонада је настављена обостраном жестином. При таквом развоју догађаја, Наполеон је одлучио да своје лево крило задржи на месту, а десним (Даву) обухвати руско лево крило код Зерпалена и Малог Заусгартена; оба крила штитила је коњица.

### Французи залутали у мећави, коњица их спасава
Две дивизије генерала Пјера Ожроа, које су добиле задатак да подрже обухватни маневар Давуа, у снажној вејавици и мећави изгубиле су правац, па су, као и делови 4. корпуса који су наступали од Ротенена, дошле у додир са руским десним крилом и под удар његове артиљерије; развиле су се борбе прса у прса, у којима су Французи имали доста губитака. Чим је о томе обавештен, Наполеон је наредио заповедницима француске коњице, Жоашену Мирау и Жан-Батисту Бесијеру, да са 80 ескадрона, постројених у бригадну колону, нападну руски центар. Руска коњица одмах је одбачена; Французи су пробили и прве две линије пешадијског борбеног поретка, док су с трећом, уз подршку резерви и артиљерије, Руси прешли у противнапад.

### Французи потискују лево крило, стижу Пруси
Али око 13. часова пристигао је Даву; пошто је одбио руске нападе заузео је Зерпален и плато Мали Заусгартен; противнапади руских резерви остали су без резултата, а руско лево крило набачено је на центар. После променљивих борби, руски центар почео је да попушта и да се повлачи; Французи су заузели висове Креге и ту поставили 30 топова. После губитака Ауклапена и Кучитена руска одступница била је озбиљно угрожена; напредовање француског десног крила угрожавало је позадину руских јединица распоређених североисточно од Ајлауа. Руси нису више имали резерве. Али око 15 часова појавио се Л'Есток, који је успео да доведе 5.500 људи (8 батаљона) преко Алтхофа, на правцу за Шлодитен. Пошто је напао Давуа, овај је морао напустити Кучитен и повући се на Мали Заусгартен. Но, Руси нису успели да поврате висове Креге и околну шуму.

### Француска коњица пресеца одступницу
Једна Нејова бригада стигла је на бојиште преко Алтхофа и напала руско десно крило; иако је у почетку била одбачена руским резервама, успела је касније да заузме Шмодитен и друм за Кенигсберг. Оба противника била су исцрпљена. Бенигсен је још једном покушао да ослободи одступницу на десном крилу, али без резултата.

## Последице
Око 20 часова Руси су се, под заштитом мрака, повукли. Упркос огромним губицима (свака страна по 30.000 људи), битка код Ајлауа није донела победу ниједној страни, нити је утицала на даљи ток рата. Пошто је 8 дана остао на бојишту код Пројсиш Ајлауа, Наполеон је 16. фебруара повукао трупе иза реке Пасарге (пољ. Paslęka - Пасленка) у зимске квартире.